# Monumento nacional Cabrillo
El monumento Nacional a Cabrillo (en inglés: Cabrillo National Monument) es un distrito histórico y Monumento Nacional ubicado en San Diego en el estado estadounidense de California. El Monumento Nacional Cabrillo se encuentra inscrito como un Distrito Histórico en el Registro Nacional de Lugares Históricos desde el 5 de enero de 1966. US Lighthouse Board y el Servicio de Parques Nacionales diseñaron el monumento nacional a Cabrillo.

## Ubicación
El monumento Nacional a Cabrillo se encuentra dentro del condado de San Diego en las coordenadas 32°40′23″N 117°14′19″O / 32.673056, -117.238611.

## Polémica sobre el lugar de nacimiento de Juan Rodríguez Cabrillo
Acerca de Juan Rodríguez Cabrillo, durante muchos años el principal debate historiográfico se situó acerca de su origen, debatiéndose sobre su origen portugués o español. 
Si bien Kelsey, en la biografía de Cabrillo que publicó en 1986, señaló que la propia familia y descendientes de Cabrillo y aquellos que lo conocieron en Santiago de Guatemala no mencionaron que él fuera portugués (pues no era costumbre ocultar información de este tipo, poniendo como ejemplo los conquistadores portugueses de la vecina México); en la Historia general de los hechos de los castellanos en las islas i tierra firme del Mar Océano escrita por Antonio de Herrera, Cabrillo aparece mencionado junto al adjetivo “Portugues” en su nombre.
 

No obstante, ya en 1973 Michael W. Mathes escribía lo siguiente:
Del material aquí presentado se desprende que existen considerables dudas sobre la nacionalidad de Juan Rodríguez Cabrillo y, de hecho, hay muchos indicios de que no era portugués sino castellano. El mero hecho de que sirviera a la Corona española durante más de dos décadas sin que se mencionara una sola vez en vida que era portugués debería bastar para desmentir a Herrera [...] Desgraciadamente, todavía no ha salido a la luz ninguna prueba nueva que apoye o refute de manera concluyente a Herrera.
Esas pruebas salieron a la luz en 2015 de la mano de la investigadora Wendy Kramer, hallando documentos que demuestran que Cabrillo nació en la villa de Palma de Micer Gilio, hoy Palma del Río, en la provincia de Córdoba. 
Entre dichas pruebas documentales, destacamos que, tras su salida del puerto de Guatemala en verano de 1531, en La Habana se inició el proceso judicial en noviembre de 1531 tras desaparecer unas barras de oro transportadas por el procurador Cabrera a España, parte del primer cargamento de oro de Guatemala con destino a la península. Este proceso judicial, del que Cabrillo formó parte como testigo, permitió hallar “tres documentos en particular donde, en cinco ocasiones distintas, queda registrado el testimonio de Cabrillo diciendo que se llamaba Juan Rodríguez Cabrillo y que era natural de Palma de Micer Gilio”.

Otro conflicto sobre la concesión de tierras en Tianguecillo llevó al registro documental sobre su nacimiento. En palabras de Wendy Kramer: 
Los documentos relacionados con la disputa sobre la concesión de tierras en el Tianguecillo prueban con la más absoluta certeza que Juan Rodríguez “de Palma” es la misma persona que el Juan Rodríguez, vecino de Santiago de Guatemala, que figura en sus tres primeros libros del Cabildo […] Raramente suele ocurrir que la investigación dé como resultado un seguimiento tan uniforme y propicio para hallar hechos históricos, reconstruir la evolución de acontecimientos, e ir tras las huellas de personas del siglo XVI en fuentes manuscritas disímiles e inéditas, en archivos de tres países distintos.
Por lo tanto, la autora concluye con lo siguiente acerca del nacimiento de esta relevante figura histórica:
A más de sesenta años de la muerte de Cabrillo, debido a la designación errónea que le dio Antonio de Herrera y Tordesillas, en lugar de ser reconocidas en España, sus hazañas fueron reivindicadas de manera accidental por Portugal, país con el que nuestro protagonista probablemente no tuviera vínculo alguno. Mientras tanto, los documentos históricos que demuestran sus orígenes cordobeses permanecían archivados en España y Guatemala y los palmeños no supieron de la trayectoria de su coterráneo hasta 2015.